# Réserve naturelle régionale du pré communal d'Ambleteuse
La réserve naturelle régionale du pré communal d'Ambleteuse (RNR240) est une réserve naturelle régionale située dans les Hauts-de-France. Classée en 2012, elle occupe une surface de 60 hectares et protège un ensemble de prairies et landes situé sur d'anciennes dunes.

## Localisation

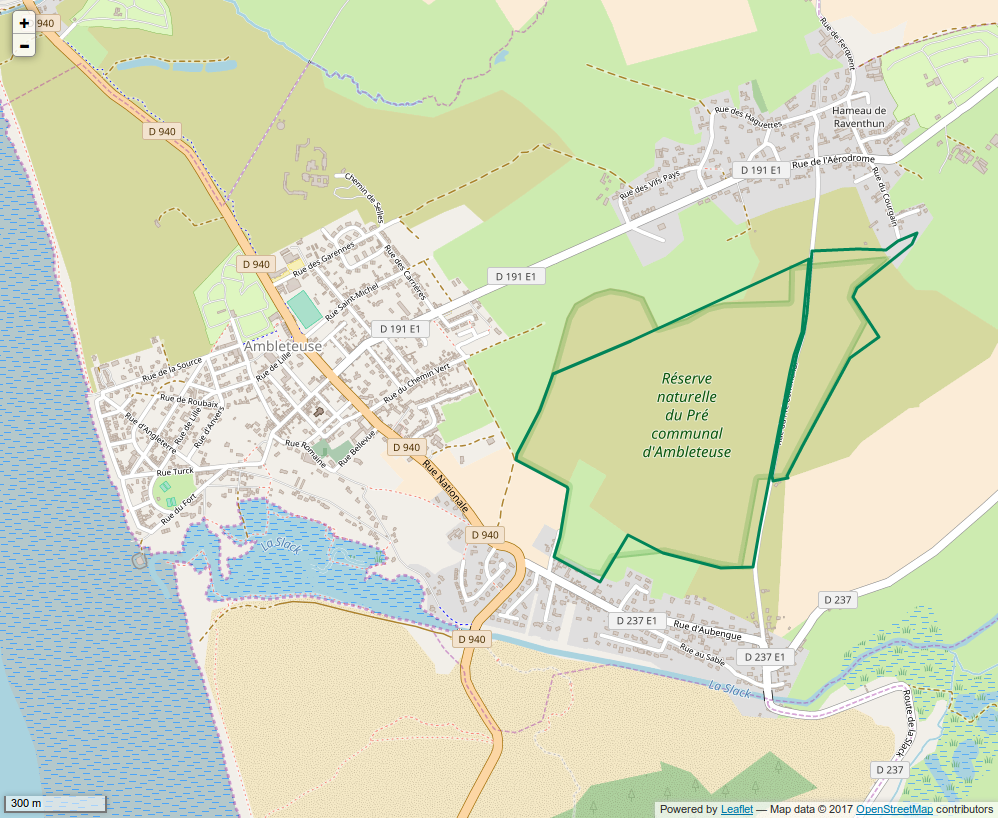
Périmètre de la réserve naturelle.

À 7 km au nord de Boulogne-sur-Mer, le territoire de la réserve naturelle est dans le département du Pas-de-Calais, sur la commune d'Ambleteuse. Il occupe une surface de 60,54 hectares à 1,5 km du littoral.

## Histoire du site et de la réserve
La partie la plus ancienne du site est une relique de dune formée durant l'une des transgressions marines flandriennes (5000 av. J.-C.) traditionnellement utilisées comme prés communaux et entretenus par pâturage plus ou moins extensif selon les époques, ce qui a permis la conservation d'une très grande biodiversité floristique (plus de 500 espèces de plantes sur 60 ha,« dont plus d’une centaine présentent un critère de rareté ».
Le site a fait l'objet d'un classement en réserve naturelle volontaire (RNV) en 1991. Un incendie a détruit une partie du site en 2003.

## Écologie (biodiversité, intérêt écopaysager…)
On trouve sur la réserve naturelle une grande diversité de milieux : pelouses, landes, bas-marais, prairies humides et ruisseaux.

### Flore
Le pré communal d'Ambleteuse présente une grande diversité floristique. On y recense une centaine d'espèces patrimoniales dont 30 sont protégées au niveau régional et 2 au niveau national. Parmi celles-ci, on trouve une petite fougère, l'Ophioglosse des Açores ((Ophioglossum azoricum) ainsi que la Violette de Curtis (Viola saxatilis subsp. curtisii), le Genêt d'Angleterre (Genista anglica), la Laîche puce (Carex pulicaris), la Moenchie dressée (Moenchia erecta), la Radiole faux-lin (Radiola linoides), la Spiranthe d'automne (Spiranthes spiralis)….

### Faune
Le site comporte 19 espèces faunistiques patrimoniales dont 5 espèces d'orthoptères, 4 de papillons, 4 d'amphibiens, 2 de libellules et 4 d'oiseaux. Parmi les insectes, on trouve le Sténobothre nain, le Criquet marginé, la Decticelle chagrinée et le Gomphocère tacheté. Pour les amphibiens, notons la présence de l'Alyte accoucheur, du Pélodyte ponctué, du Crapaud calamite et de la Rainette arboricole. Dans les odonates, on trouve l'Agrion nain.
Le site est utilisé par de nombreux oiseaux des milieux ouverts (de fauvettes à la bécasse des bois) dont une trentaine d’espèces sont nicheuses. On trouve de nombreux mammifères de la musaraigne au Chevreuil. À ce jour (2014), 58 espèces de papillons ont été inventoriées sur le site, 157 espèces d’arachnides, 123 espèces de mollusques et 109 espèces de champignons.

## Intérêt touristique et pédagogique
Le site est en accès libre au public dans le respect de la réglementation.

## Administration, plan de gestion, règlement
La réserve naturelle est gérée par le Parc naturel régional des Caps et Marais d'Opale.

### Outils et statut juridique
La RNV a été créée le 12 décembre 1991. Le classement en RNR est intervenu par une délibération du Conseil régional du 6 février 2012.